# Мелегхедьи, Чаба
Чаба Мелегхедьи (венг. Meleghegyi Csaba, 15 сентября 1941, Будапешт — 11 сентября 2004, там же) — венгерский шахматист, международный мастер (1984), гроссмейстер ИКЧФ (1990), международный арбитр (1993).
Участник чемпионата Венгрии 1967 г. и нескольких сильных по составу международных и национальных турниров. Победитель двух турниров венгерских мастеров в Шальготарьяне (1977 и 1978 гг.).
Наибольших успехов добился в игре по переписке. Победитель мемориала А. О'Келли, двух юбилейных турниров Финской федерации заочных шахмат. В составе сборной Венгрии участник трех заочных олимпиад (на 8-й заочной олимпиаде команда Венгрии завоевала серебряные медали), командных чемпионатов Европы по переписке.

## Основные спортивные результаты
| Год                       | Город                                                                        | Соревнование                                                                 | +  | − | =  | Результат | Место         |
| ------------------------- | ---------------------------------------------------------------------------- | ---------------------------------------------------------------------------- | -- | - | -- | --------- | ------------- |
| 1965                      | Будапешт                                                                     | Турнир дружественных армий                                                   | 1  | 3 | 7  | 4½ из 11  | 8             |
| 1967                      | Будапешт                                                                     | Чемпионат Венгрии                                                            | 1  | 7 | 10 | 6 из 18   | 17—18         |
| 1973                      | Будапешт                                                                     | Турнир венгерских мастеров                                                   | 2  | 4 | 5  | 4½ из 11  | 9             |
| 1977                      | Шальготарьян                                                                 | Турнир венгерских мастеров                                                   | 10 | 2 | 1  | 10½ из 13 | 1             |
| 1978                      | Шальготарьян                                                                 | Турнир венгерских мастеров                                                   | 9  | 1 | 3  | 10½ из 13 | 1             |
| СОРЕВНОВАНИЯ ПО ПЕРЕПИСКЕ |                                                                              |                                                                              |    |   |    |           |               |
| 1966—1968                 | Командный чемпионат Европы (сборная Венгрии, ?-я доска)                      | Командный чемпионат Европы (сборная Венгрии, ?-я доска)                      | 5  | 0 | 3  | 6½ из 8   |               |
| 1972—1976                 | 7-й командный чемпионат мира (заочная олимпиада; сборная Венгрии, ?-я доска) | 7-й командный чемпионат мира (заочная олимпиада; сборная Венгрии, ?-я доска) | 5  | 2 | 2  | 6 из 9    |               |
| 1977—1982                 | 8-й командный чемпионат мира (заочная олимпиада; сборная Венгрии, 5-я доска) | 8-й командный чемпионат мира (заочная олимпиада; сборная Венгрии, 5-я доска) | 7  | 2 | 3  | 8½ из 12  | Команда — 2-я |
| 1978—1980                 | Командный чемпионат Европы (сборная Венгрии, ?-я доска)                      | Командный чемпионат Европы (сборная Венгрии, ?-я доска)                      | 4  | 1 | 3  | 5½ из 8   |               |
| 1982—1987                 | 9-й командный чемпионат мира (заочная олимпиада; сборная Венгрии, ?-я доска) | 9-й командный чемпионат мира (заочная олимпиада; сборная Венгрии, ?-я доска) | 2  | 0 | 6  | 5 из 8    |               |
| 1984—1988                 | Мемориал А. О'Келли                                                          | Мемориал А. О'Келли                                                          | 12 | 0 | 4  | 14 из 16  | 1             |
| 1988—1990                 | Полуфинал командного чемпионата Европы                                       | Полуфинал командного чемпионата Европы                                       | 5  | 0 | 3  | 6½ из 8   |               |
| 1988—1992                 | Юбилейный турнир Финской федерации заочных шахмат (25 лет)                   | Юбилейный турнир Финской федерации заочных шахмат (25 лет)                   | 10 | 0 | 4  | 12 из 14  | 1             |
| 1991—1996                 | Юбилейный турнир Финской федерации заочных шахмат (30 лет)                   | Юбилейный турнир Финской федерации заочных шахмат (30 лет)                   | 11 | 0 | 3  | 12½ из 14 | 1             |

## Изменения рейтинга
| Графики недоступны из-за технических проблем. См. информацию на Фабрикаторе и на mediawiki.org. |